# Rallye Açores
O Rallye Açores, oficialmente designado Azores Rallye, é uma corrida de rali, organizada anualmente na Ilha de São Miguel, Arquipélago dos Açores (Portugal). O evento, organizado desde 1965 pelo Grupo Desportivo Comercial (GDC), é percorrido quase exclusivamente em pisos de terra. A prova é habitualmente potuável para campeonatos europeus de rali, tendo sido etapa integrante do Campeonato Europeu de Rali (ERC). Habitualmente, a prova açoriana é pontuável para o Campeonato Nacional de Ralis e para o Campeonato de Ralis dos Açores. Desde 2023, integra a Tour European Rally (TER).

## História

### Primeiros anos
A primeira edição da então chamada Volta à Ilha de São Miguel foi para a estrada no dia 18 de julho de 1965, contando com 32 equipas (terminaram 28). À data, o evento suscitou grande atenção porque em competição iriam estar os pilotos açorianos ao lado de nomes sonantes da modalidade a nível nacional. Marcaram presença Zeca Cunha, piloto que havia vencido a VII Volta à Ilha da Madeira e era o principal favorito à vitória, bem como o então Cônsul dos Estados Unidos da América em Ponta Delgada, Frederick Purdy. A vitória acabou por ser de Luís Toste Rego, ao volante de um Fiat 1500 que escreveu para a posteridade o seu nome como primeiro vencedor da prova.
Em 1968, o Rallye Açores passou a fazer parte do Campeonato Nacional de Ralis.

### Internacionalização
O entusiasmo em redor do Rallye Açores foi crescendo e depois de ultrapassar as barreiras regionais e nacionais, começou a conquistar o mundo, tendo ganho estatuto de prova internacional em 1972.
No ano de 1973 marcaram presença no Rallye Açores os primeiros pilotos de renome, com destaque para Giovanni Salvi, Sandro Munari, e Alcide Paganeli.
Nesta altura, embora com estatuto de "internacional", a prova não fazia parte dos calendários de qualquer campeonato além-fronteiras. Com vista à entrada no Campeonato Europeu, a prova foi avaliada nas edições de 1983, 1984 e 1985, embora oficialmente só em duas destas ocasiões.

### Inclusão em campeonatos FIA
Em 1992, o Rallye Açores passou a pontuar para o Campeonato da Europa de Ralis, com o coeficiente 2. Nesse ano, marcou presença o piloto francês Yves Loubet, ao volante do Toyota Celica GT-4 com que Carlos Sainz tinha ganho em 1991 o Rali da Argentina, prova do calendário do World Rally Championship (WRC), contribuindo para que a divulgação da prova e dos Açores pudessem ganhar ainda maior projeção.
Fabrizio Tabaton (1993), Sebastien Lindholm (1996), Alister McRae (1997), Bruno Thiry (1997), e o quatro vezes Campeão do Mundo de Ralis, Juha Kankkunen (2001), foram alguns dos pilotos que ajudaram o Ralye Açores a consolidar a sua notoriedade no desporto automobilístico internacional.
Fruto dos vários anos de sucesso do evento, com avaliações sempre positivas e crescentes em qualidade, o Rallye Açores atingiu o coeficiente 10 do Campeonato da Europa de Ralis. Entretanto, resultante das alterações que a Federação Internacional do Automóvel (FIA) efetuou no regulamento do campeonato europeu da modalidade, a prova açoriana passou a integrar a Taça da Europa FIA de Ralis.
Em 2008, abriu-se a oportunidade de a prova pertencer ao Intercontinental Rally Challenge (IRC), promovido pelo canal televisivo Eurosport. Nesse ano, o Rallye Açores assumiu o papel de IRC Supporter Event, passando no ano seguinte (2009) a fazer parte do referido campeonato.
Com a fusão do IRC, o Rallye Açores passou a integrar em 2013 o European Rally Championship (ERC).
Em 2022, a Eurosport Events foi substituída pelo WRC Promoter enquanto entidade promotora do Campeonato Europeu de Ralis (ERC). Em setembro do mesmo ano, o novo promotor anunciou a não inclusão da prova açoriana na temporada de 2023, justificando o facto com a intenção de tornar o campeonato mais central e assim reduzir os custos para as equipas.
Em dezembro de 2023, o Rallye Açores foi anunciado como prova integrante da Tour European Rally (TER), uma competição organizada pela TER Series, aprovada pela FIA, que visa juntar provas com características únicas e reconhecidas que tenham como palco zonas com elevado interesse turístico. A edição de 2023 contou com a participação do piloto Sébastien Loeb., vencedor por nove vezes do WRC - World Rally Championship. O piloto venceu classificou-se em primeiro lugar, ao volante de um Škoda Fabia RS Rally2.

## Vencedores
| Ano  | Edição | Piloto | Copiloto                                                                                                   | Viatura | Int. |
| ---- | --- | --- | --- | --- | --- |
| 1965 | 1.ª Volta à Ilha de São Miguel                                                                             | Luís Toste Rego                                                                                            | Zeca Toste                                                                                                 | Fiat 1500                                                                                                  | |
| 1966 | 2.ª Volta à Ilha de São Miguel                                                                             | Luís Carlos Cordeiro                                                                                       | António Tavares                                                                                            | Ford Cortina GT                                                                                            | |
| 1967 | 3.ª Volta à Ilha de São Miguel                                                                             | Luís Carlos Cordeiro                                                                                       | António Tavares                                                                                            | Ford Cortina GT                                                                                            | |
| 1968 | 4.ª Volta à Ilha de São Miguel                                                                             | José Lampreia                                                                                              | Silva Carvalho                                                                                             | Renault 8 Gordini                                                                                          | |
| 1969 | 5.ª Volta à Ilha de São Miguel                                                                             | Américo Nunes                                                                                              | Fernando Fonseca                                                                                           | Porsche 911 S                                                                                              | |
| 1970 | 6.ª Volta a São Miguel                                                                                     | Jorge Nascimento                                                                                           | Manuel Coentro                                                                                             | BMW 2002                                                                                                   | |
| 1971 | 7.ª Volta a São Miguel                                                                                     | Raúl Mendonça                                                                                              | Jorge Carreiro                                                                                             | BMW 2002                                                                                                   | |
| 1972 | 8.ª Volta a São Miguel                                                                                     | António Borges                                                                                             | Pedro Garcia                                                                                               | Porsche 911 S                                                                                              | |
| 1973 | 9.ª Volta a São Miguel                                                                                     | Giovani Salvi                                                                                              | Luígi Valle                                                                                                | Porsche Carrera S                                                                                          | |
| 1974 | Cancelado devido à Crise petrolífera de 1973-1974                                                          | Cancelado devido à Crise petrolífera de 1973-1974                                                          | Cancelado devido à Crise petrolífera de 1973-1974                                                          | Cancelado devido à Crise petrolífera de 1973-1974                                                          | Cancelado devido à Crise petrolífera de 1973-1974                                                          |
| 1975 | 10.ª Volta a São Miguel                                                                                    | Manuel Inácio                                                                                              | Pina de Morais                                                                                             | Opel 1904 SR                                                                                               | |
| 1976 | 11.ª Volta a São Miguel                                                                                    | Giovani Salvi                                                                                              | António Morais                                                                                             | Ford Escort RS 2000                                                                                        | |
| 1977 | 12.ª Volta a São Miguel                                                                                    | Manuel "Larama" Amaral da Silva                                                                            | Horácio Franco                                                                                             | Ford Escort RS 1600                                                                                        | |
| 1978 | 13.ª Volta a São Miguel                                                                                    | Manuel "Larama" Amaral da Silva                                                                            | Horácio Franco                                                                                             | Ford Escort RS 1600                                                                                        | |
| 1979 | 14.ª Volta a São Miguel                                                                                    | José Pedro Borges                                                                                          | Rui Bevilacqua                                                                                             | Opel Kadett GTE                                                                                            | |
| 1980 | 15.ª Volta a São Miguel                                                                                    | Mário Silva                                                                                                | Pedro de Almeida                                                                                           | Ford Escort RS 1800                                                                                        | |
| 1981 | 16.º Rali de São Miguel / Açores                                                                           | António Santinho Mendes                                                                                    | Filipe Lopes                                                                                               | Datsun 160 J                                                                                               | |
| 1982 | 17.º Rali de São Miguel / Açores                                                                           | Joaquim Santos                                                                                             | Miguel Oliveira                                                                                            | Ford Escort RS                                                                                             | |
| 1983 | 18.º Rali de São Miguel / Açores                                                                           | Joaquim Santos                                                                                             | Miguel Oliveira                                                                                            | Ford Escort RS                                                                                             | |
| 1984 | 19.º Rali de São Miguel / Açores                                                                           | Joaquim Moutinho                                                                                           | Edgar Fontes                                                                                               | Renault 5 Turbo                                                                                            | |
| 1985 | 20.º Rali de São Miguel / Açores                                                                           | Joaquim Moutinho                                                                                           | Edgar Fontes                                                                                               | Renault 5 Turbo                                                                                            | |
| 1986 | 21.º Rali Internacional de São Miguel / Açores                                                             | Jorge Ortigão                                                                                              | Pedro Perez                                                                                                | Toyota Corolla GT                                                                                          | |
| 1987 | 22.º Rali de São Miguel / Açores                                                                           | Inverno Amaral                                                                                             | Joaquim Neto                                                                                               | Renault 11 Turbo                                                                                           | |
| 1988 | 23.º Rali de São Miguel / Açores                                                                           | Carlos Bica                                                                                                | Fernando Prata                                                                                             | Lancia Delta HF 4WD                                                                                        | |
| 1989 | 24.º Rali de São Miguel / Açores                                                                           | Carlos Bica                                                                                                | Fernando Prata                                                                                             | Lancia Delta HF 4WD                                                                                        | |
| 1990 | 25.º Rali de São Miguel / Açores                                                                           | Carlos Bica                                                                                                | Fernando Prata                                                                                             | Lancia Delta HF 4WD                                                                                        | |
| 1991 | 26.º Rali de São Miguel / Açores                                                                           | Carlos Bica                                                                                                | Fernando Prata                                                                                             | Lancia Delta Integrale                                                                                     | |
| 1992 | 27.º Rali de São Miguel / Caixa Económica Açoreana                                                         | Yves Loubet                                                                                                | Didier Breton                                                                                              | Toyota Celica GT4                                                                                          | |
| 1993 | 28.º Rallye Açores / Caixa Económica Açoreana                                                              | José Miguel                                                                                                | António Manuel                                                                                             | Ford Sierra 4x4                                                                                            | |
| 1994 | 29.º Rallye Açores / Caixa Económica dos Açores                                                            | Fernando Peres                                                                                             | Ricardo Caldeira                                                                                           | Ford Escort Cosworth                                                                                       | |
| 1995 | 30.º Rallye Açores / BCA                                                                                   | José Miguel                                                                                                | Carlos Magalhães                                                                                           | Ford Escort Cosworth                                                                                       | |
| 1996 | 31.º Rallye Açores / BCA                                                                                   | Fernando Peres                                                                                             | Ricardo Caldeira                                                                                           | Ford Escort Cosworth                                                                                       | |
| 1997 | 32.º Rallye Açores                                                                                         | Bruno Thiry                                                                                                | Stephane Prevot                                                                                            | Ford Escort Cosworth                                                                                       | ERC |
| 1998 | 33.º Rallye Açores                                                                                         | Fernando Peres                                                                                             | Ricardo Caldeira                                                                                           | Ford Escort WRC                                                                                            | ERC |
| 1999 | 34.º SATA Rallye Açores                                                                                    | Grégoire de Mevius                                                                                         | Jean-Marc Fortin                                                                                           | Subaru Impreza                                                                                             | ERC |
| 2000 | 35.º SATA Rallye Açores                                                                                    | Markko Martin                                                                                              | Michael Park                                                                                               | Subaru Impreza WRC                                                                                         | ERC |
| 2001 | 36.º SATA Rallye Açores                                                                                    | Juha Kankkunen                                                                                             | Juha Repo                                                                                                  | Subaru Impreza WRC                                                                                         | ERC |
| 2002 | 37.º SATA Rallye Açores                                                                                    | Rui Madeira                                                                                                | Fernando Prata                                                                                             | Ford Focus WRC                                                                                             | ERC |
| 2003 | 38.º SATA Rallye Açores                                                                                    | Fernando Peres                                                                                             | José Pedro Silva                                                                                           | Ford Escort Cosworth                                                                                       | ERC |
| 2004 | 39.º SATA Rallye Açores                                                                                    | Fernando Peres                                                                                             | José Pedro Silva                                                                                           | Mitsubishi Lancer Evo VIII                                                                                 | ERC |
| 2005 | 40.º SATA Rallye Açores                                                                                    | Fernando Peres                                                                                             | José Pedro Silva                                                                                           | Mitsubishi Lancer Evo VII MR                                                                               | ERC |
| 2006 | 41.º SATA Rallye Açores                                                                                    | Armindo Araújo                                                                                             | Miguel Ramalho                                                                                             | Mitsubishi Lancer Evo IX                                                                                   | |
| 2007 | 42.º SATA Rallye Açores                                                                                    | Fernando Peres                                                                                             | José Pedro Silva                                                                                           | Mitsubishi Lancer Evo IX                                                                                   | |
| 2008 | 43.º SATA Rallye Açores                                                                                    | Bruno Magalhães                                                                                            | Carlos Magalhães                                                                                           | Peugeot 207 S2000                                                                                          | |
| 2009 | 44.º SATA Rallye Açores                                                                                    | Kris Meeke                                                                                                 | Paul Nagle                                                                                                 | Peugeot 207 S2000                                                                                          | IRC |
| 2010 | 45.º SATA Rallye Açores                                                                                    | Bruno Magalhães                                                                                            | Carlos Magalhães                                                                                           | Peugeot 207 S2000                                                                                          | IRC |
| 2011 | 46.º SATA Rallye Açores                                                                                    | Juho Hänninen                                                                                              | Mikko Markkula                                                                                             | Škoda Fabia S2000                                                                                          | IRC |
| 2012 | 47.º SATA Rallye Açores                                                                                    | Andreas Mikkelsen                                                                                          | Ola Floene                                                                                                 | Škoda Fabia S2000                                                                                          | IRC |
| 2013 | 48.º SATA Rallye Açores                                                                                    | Jan Kopecký                                                                                                | Pavel Dresler                                                                                              | Škoda Fabia S2000                                                                                          | ERC |
| 2014 | 49.º SATA Rallye Açores                                                                                    | Bernardo Sousa                                                                                             | Hugo Magalhães                                                                                             | Ford Fiesta RRC                                                                                            | ERC |
| 2015 | 50.º SATA Rallye Açores                                                                                    | Craig Breen                                                                                                | Scott Martin                                                                                               | Peugeot 208 T16                                                                                            | ERC |
| 2016 | 51.º Azores Airlines Rallye                                                                                | Ricardo Moura                                                                                              | António Costa                                                                                              | Ford Fiesta R5                                                                                             | ERC |
| 2017 | 52.º Azores Airlines Rallye                                                                                | Bruno Magalhães                                                                                            | Hugo Magalhães                                                                                             | Škoda Fabia R5                                                                                             | ERC |
| 2018 | 53.º Azores Airlines Rallye                                                                                | Alexey Lukyanuk                                                                                            | Alexey Arnautov                                                                                            | Ford Fiesta R5                                                                                             | ERC |
| 2019 | 54.º Azores Rallye                                                                                         | Łukasz Habaj                                                                                               | Daniel Dymurski                                                                                            | Škoda Fabia R5                                                                                             | ERC |
| 2020 | Cancelado devido à pandemia de COVID-19                                                                    | Cancelado devido à pandemia de COVID-19                                                                    | Cancelado devido à pandemia de COVID-19                                                                    | Cancelado devido à pandemia de COVID-19                                                                    | Cancelado devido à pandemia de COVID-19                                                                    |
| 2021 | 55.º Azores Rallye                                                                                         | Andreas Mikkelsen                                                                                          | Elliot Edmondson                                                                                           | Škoda Fabia R5 Evo                                                                                         | ERC |
| 2022 | 56.º Azores Rallye                                                                                         | Efrén Llarena                                                                                              | Sara Fernández                                                                                             | Škoda Fabia R5 Evo                                                                                         | ERC |
| 2023 | 57.º Azores Rallye                                                                                         | Sébastien Loeb                                                                                             | Laurène Godey                                                                                              | Škoda Fabia RS Rally2                                                                                      | TER |
| 2024 | Cancelado devido a parecer desfavorável, na sequência de incêndio deflagrado no Hospital de Ponta Delgada. | Cancelado devido a parecer desfavorável, na sequência de incêndio deflagrado no Hospital de Ponta Delgada. | Cancelado devido a parecer desfavorável, na sequência de incêndio deflagrado no Hospital de Ponta Delgada. | Cancelado devido a parecer desfavorável, na sequência de incêndio deflagrado no Hospital de Ponta Delgada. | Cancelado devido a parecer desfavorável, na sequência de incêndio deflagrado no Hospital de Ponta Delgada. |